# Cayo Las Uvas
Cayo Las Uvas es una isla en la costa norte de la República de Cuba, que administrativamente es parte de la Pinar del Río en el extremo oeste de ese país caribeño. Se localiza en las coordenadas geográficas 22°48′45″N 83°40′12″O / 22.81250, -83.67000 en los alrededores de la Ensenada de Verracos, al norte de Cayo Jíbaro, al este de Cayo Coruita, al sur de Cayo Arenas, y al oeste de Punta la Garza. 414 kilómetros al noroeste del centro geográfico de Cuba y 138 kilómetros al oeste de La Habana.